# Глитишкес
Глитишкес (лит. Glitiškės) — деревня в Вильнюсском районе Пабержайского староства Литвы. Население — 586 человек (согласно переписи 2001 года).

## История
Деревня основана в устье речки Рыня, впадающей в озеро Ширвис. В деревне находится усадьба дворян Еленских с 1860 года, а также 600-летний дуб (памятник природы).
В 1944 году литовские полицейские отряды расстреляли не меньше 27 поляков деревни. В советское время был центральным совхозным поселком. 